# Arrhenosphaera
Arrhenosphaera är ett släkte av svampar. Arrhenosphaera ingår i familjen Ascosphaeraceae, ordningen Ascosphaerales, klassen Eurotiomycetes, divisionen sporsäcksvampar och riket svampar.
|                | Ascosphaera                              |
|                |                                          |
|                | Bettsia                                  |
|                |                                          |
| Arrhenosphaera | \| \| Arrhenosphaera craneae \| \| \| \| |
|                | \| \| Arrhenosphaera craneae \| \| \| \| |
|                | Arrhenosphaera craneae                   |
|                |                                          |

|  | Arrhenosphaera craneae |
|  |                        |